# Distretto di Si Narong
Il distretto di Si Narong (in thailandese: ศรีณรงค์) è un distretto (amphoe) della Thailandia, situato nella provincia di Surin.